# Kamienna
De Kamienna (Duits: Zacken) is een rivier in Polen, die ontspringt in het Reuzengebergte.
De belangrijkste steden op route van de Kamienna zijn de plaatsen  Szklarska Poręba , Sobieszów , Cieplice Śląskie-Zdrój  en Jelenia Góra waar de Kamienna uitmondt in de Bóbr.

## Zie ook

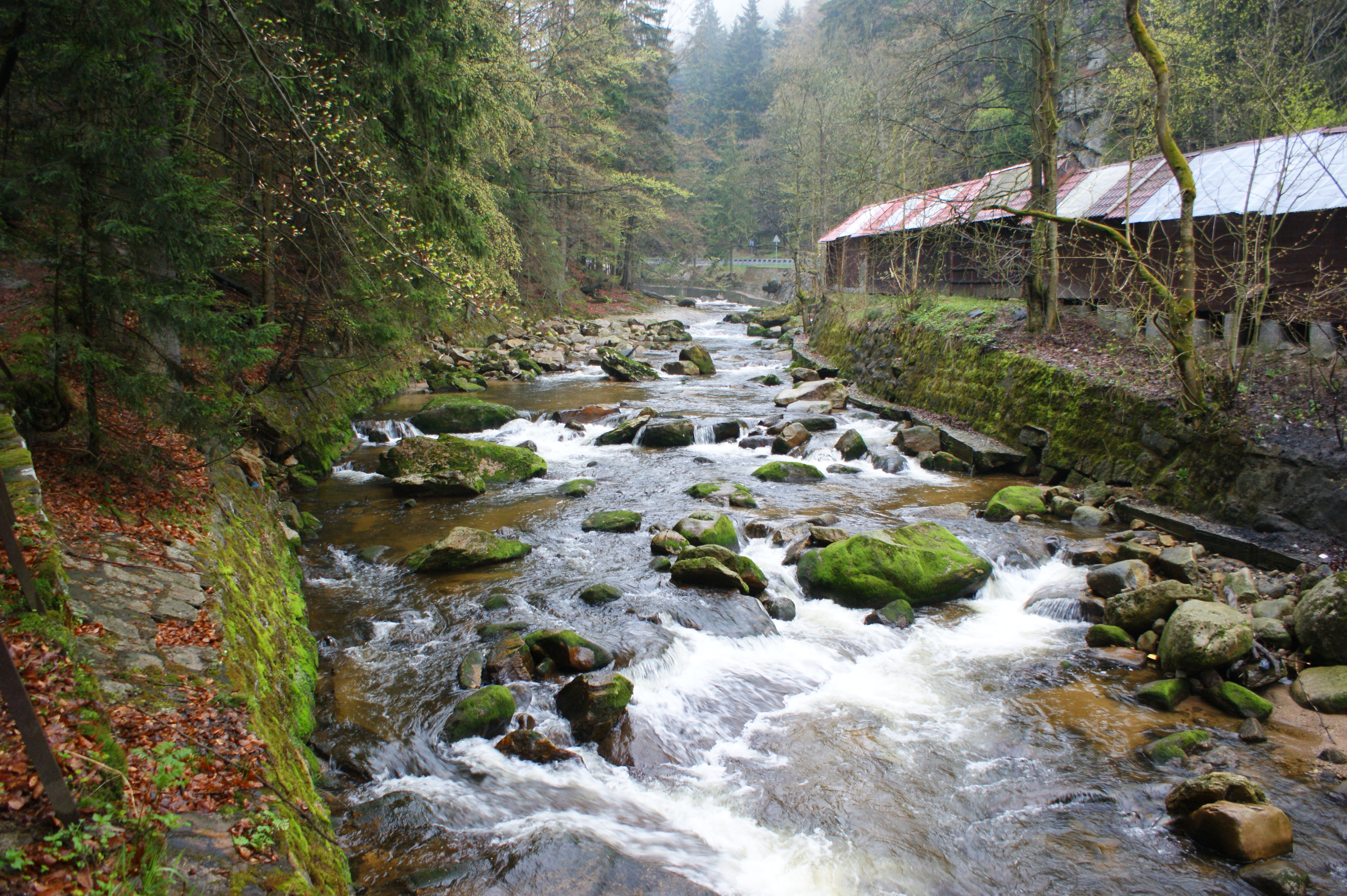